# Оружейное законодательство в Техасе

Техас на карте США

Оружейное законодательство в Техасе регулирует вопросы продажи, хранения и применения огнестрельного оружия и патронов к нему в штате Техас, США.
Выдачей лицензий занимается Департамент общественной безопасности Техаса. Лицензия разрешает скрытое или открытое ношение пистолета. Перевозка на транспортном средстве разрешена без лицензии, если огнестрельное оружие скрыто от глаз. В Техасе на уровне штата действует ряд законов об ограничении оборота оружия, и местные органы власти не могут на своем уровне ограничивать или регулировать хранение или использование огнестрельного оружия. Проверки при приобретении оружия частными лицами не проводятся.
Пистолеты и длинноствольное оружие на черном порохе не считаются огнестрельным оружием в Техасе и могут свободно транспортироваться в открытом или скрытом виде без разрешения.

## Характеристики
| Показатель                                                          | Длинноствольное оружие | Короткоствольное оружие | Ссылка на закон | Примечания |
| ------------------------------------------------------------------- | ---------------------- | ----------------------- | --------------- | ---------- |
| Необходимость разрешения на приобретение                            | Нет                    | Нет                     |                 |            |
| Необходимость регистрации оружия                                    | Нет                    | Нет                     |                 |            |
| Ограничения на штурмовое оружие                                     | Нет                    | Нет                     |                 |            |
| Ограничения на емкость магазина                                     | Нет                    | Нет                     |                 |            |
| Необходимость лицензии на владение                                  | Нет                    | Нет                     |                 |            |
| Необходимость разрешения на ношение                                 | Нет                    | Да                      |                 |            |
| Возможность открытого ношения                                       | Да                     | Да                      |                 |            |
| Приоритет законодательства штата над местным законодательством      | Да                     | Да                      |                 |            |
| Ограничения согласно Национальному закону «Об огнестрельном оружии» | Нет                    | Нет                     |                 |            |
| Проверки при приобретении оружия частными лицами                    | Нет                    | Нет                     |                 |            |